# Eder Silva Ferreira
Eder Silva Ferreira (sinh ngày 7 tháng 4 năm 1983) là một cầu thủ bóng đá người Brasil.

## Sự nghiệp câu lạc bộ
Eder Silva Ferreira đã từng chơi cho Shonan Bellmare.